# Patrick Dunbar, 8. Earl of Dunbar

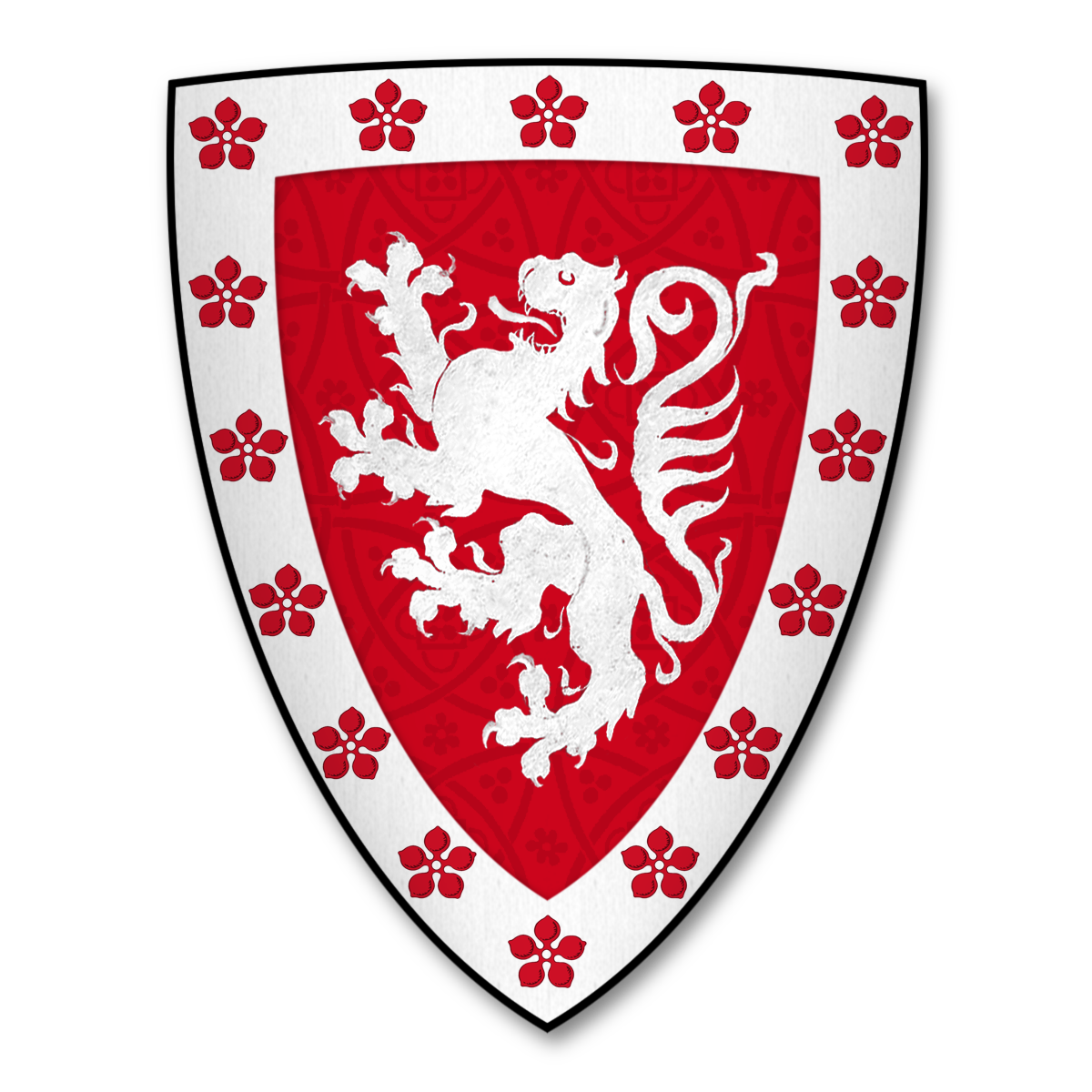
Wappen der Earls of Dunbar

Patrick Dunbar, 8. Earl of Dunbar (auch Patrick (V) Dunbar; Earl of March und Earl of Moray) (* 1285; † 1369) war ein schottischer Magnat und Militär. In den Kriegen zwischen Schottland und England wechselte er zunächst mehrfach die Seiten, ehe er schließlich endgültig den Kampf um die schottischen Unabhängigkeit unterstützte.

## Herkunft
Patrick Dunbar war der älteste Sohn seines gleichnamigen Vaters Patrick Dunbar, 7. Earl of Dunbar und von dessen Frau Marjory Comyn. Nach dem Tod seines Vaters 1308 erbte er dessen Besitzungen und den Titel Earl of Dunbar, wobei sein Vater sich auch als Earl of March tituliert hatte.

## Wechselnde Haltung im Ersten Schottischen Unabhängigkeitskrieg
Wie sein Vater unterstützte auch Dunbar zunächst den Anspruch der englischen Krone auf die Oberherrschaft über Schottland. Er hatte bereits 1300 an der Belagerung von Caerlaverock Castle teilgenommen und wurde 1307, als Eduard II. neuer englischer König geworden war, aufgefordert, den Frieden einzuhalten. Als die Schotten unter Robert I. zunehmend auch Südschottland zurückeroberten, konnten ihn die englischen Truppen in ihren zunehmend unter Druck geratenen Burgen nicht unterstützen, so dass die Schotten nahezu ungehindert Dunbars Besitzungen plündern konnten. Deshalb sah er sich im September 1311 gezwungen, einen bis Februar 1312 befristeten Waffenstillstand zu erkaufen. Seine Besitzungen wurden aber auch das Ziel von Raubzügen der englischen Besatzungen von Berwick und Roxburgh, die sich auf diese Weise mit Lebensmitteln versorgten. Deshalb wandte er sich 1313 zusammen mit Sir Adam Gordon († 1328), einem einflussreichen Landadligen aus Lothian, an den englischen König und beklagte sich über die Plünderungen durch englische Truppen in Südschottland. Dennoch unterstützte Dunbar weiter den englischen König und gewährte ihm 1314 nach der Niederlage in der Schlacht von Bannockburn in Dunbar Castle Zuflucht. Nachdem der englische König jedoch dann per Schiff nach England geflüchtet war, unterwarf sich Dunbar, wohl auf Drängen des Earl of Fife, dem siegreichen Robert I. In der Folge unterstützte Dunbar aktiv den schottischen König im Krieg gegen England, dennoch misstraute Robert I. offenbar bis zu seinem Tod Dunbar und belohnte ihn nur wenig. Spätestens ab September 1317 belagerte Dunbar zusammen mit Alexander Seton zunächst erfolglos Berwick. 1318 nahm er dann an der erfolgreichen Belagerung von Berwick teil. Im September 1319 gehörte er zu den schottischen Kommandanten, die Berwick erfolgreich gegen eine englische Armee verteidigten. Im April 1320 bezeugte er die Erklärung von Arbroath. Vermutlich gehörte er dann wie Adam Gordon der schottischen Gesandtschaft an, die die Erklärung zur päpstlichen Kurie nach Avignon brachte. Bevor er aber wohl Avignon erreichte, erfuhr er in Frankreich von einer schottischen Verschwörung, die Edward Balliol auf den schottischen Thron bringen sollte. Er kehrte hastig nach Schottland zurück. Dort berichtete er dem König von dieser Verschwörung, worauf die angeblichen Verschwörer, darunter William Soulis und David Brechin, verhaftet wurden. Im März 1328 besiegelte er mit den Frieden mit England. Nach dem Tod von Robert I. 1329 unterstützte Dunbar die Thronfolge von dessen minderjährigen Sohn David II.

## Kampf gegen die Enterbten während des Zweiten Schottischen Unabhängigkeitskrieg

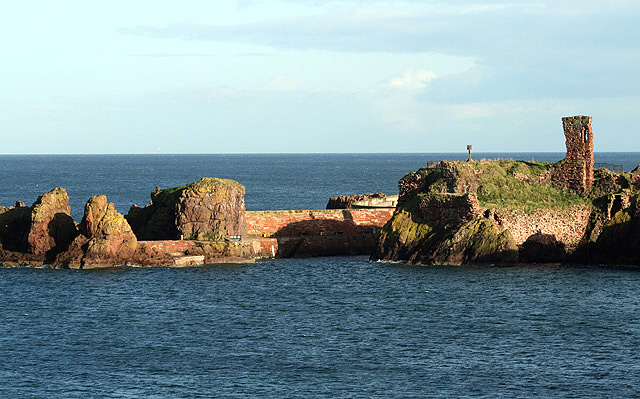
Die Ruinen von Dunbar Castle, das während des Zweiten Schottischen Unabhängigkeitskriegs eine wichtige Rolle spielte

Als Edward Balliol 1332 mit Unterstützung der sogenannten Enterbten in Schottland einfiel, befehligte Dunbar die schottische Armee, die eine Landung der Enterbten südlich des Forth abwehren sollte. Nachdem die Enterbten jedoch am Nordufer des Firth of Forth gelandet waren, verfolgte er sie, konnte aber nicht verhindern, dass die Enterbten die zweite schottische Armee am Nordufer des Forth in der Schlacht von Dupplin Moor schlugen. Zusammen mit den Resten dieser Armee unter Sir Archibald Douglas belagerte er dann Balliol und die Enterbten in Perth. Aus Mangel an Vorräten mussten sie die Belagerung abbrechen, worauf Dunbar mit anderen schottischen Magnaten nach Galloway zog, um dort eine Rebellion zugunsten von Balliol niederzuschlagen. Nach Angaben aus dem 16. Jahrhundert soll er zu dieser Zeit zusammen mit dem Earl of Mar als Guardian of Scotland fungiert und die Verwaltung von Schottland südlich des Forth übernommen haben, was jedoch unbelegt ist. In der Folge schlossen weder er noch der neue Guardian Archibald Douglas Frieden mit Edward Balliol, der nach der Aufhebung der Belagerung von Perth zum König von Schottland gekrönt worden war. Nach den Angaben eines Chronisten soll er nach der Gefangennahme des Guardian im November 1332 einen bis Februar 1333 befristeten Waffenstillstand mit Balliol geschlossen haben, der durch die Niederlage Balliols bei Annan im Dezember 1333 und seiner anschließenden Flucht dann gegenstandslos wurde. Anfang 1333 übernahm Dunbar das Kommando über das strategisch wichtige Berwick Castle, das er rasch instand setzen ließ, bevor es ab März 1333 von Balliol belagert wurde. Nach der schottischen Niederlage in der Schlacht bei Halidon Hill übergab er am 20. Juli die Burg. Danach wechselte er auf die englische Seite.

## Zeitweise Unterstützung des englischen Königs
Zwar wurde Dunbar von den Engländern als Kommandant von Berwick Castle abgelöst, doch der englische König Eduard III. belohnte ihn mit Landbesitz in Northumberland mit jährlichen Einkünften in Höhe von £ 100 und mit dem Recht, Dunbar Castle erneut zu befestigen, wobei ihn der König auch noch finanziell unterstützte. Im Februar 1334 nahm Dunbar zunächst an dem von Balliol nach Edinburgh einberufenen schottischen Parlament teil, das die Abtretung von weiten Teilen Südschottlands an den englischen König billigte. Dann nahm er am 21. Februar auch an dem englischen Parlament in York teil, wo er Eduard III. huldigte. Anfang Juni gehörte er zum Gefolge von Balliol, als dieser an der Inthronisation von Richard Bury als Bischof von Durham teilnahm, Dunbar gehörte zu den wenigen schottischen Magnaten, die Balliols offizielle Abtretung von Südschottland an den englischen König am 12. Juni in Newcastle bezeugten.

## Erneuter Seitenwechsel und Kampf gegen die Engländer
Nachdem es im Sommer 1334 zu einem umfassenden schottischen Aufstand gegen die englische Vorherrschaft gekommen war, war Dunbar der einzige schottische Magnat, der Balliol und die Engländer noch unterstützte. Die Verwüstungen, die aber durch die Plünderungen der englischen Armee in Südostschottland angerichtet wurden, bewegten Dunbar zum erneuten Seitenwechsel. Vor dem 1. Februar 1335 war Dunbar offen zu den Anhängern von David II. gewechselt, woraufhin seine Besitzungen in Northumberland vom englischen König beschlagnahmt und an Henry Percy vergeben wurden. Im April 1335 nahm er an dem schottischen Parlament in Dairsie teil, während dem die schottischen Magnaten beschlossen, angesichts des bevorstehenden Feldzugs des englischen Königs die Lowlands zu räumen. Ende Juli überfiel er zusammen mit dem Earl of Moray und anderen Schotten den Grafen von Namur und schlug ihn im Gefecht bei Boroughmuir, als dieser mit seinem Gefolge auf dem Weg zum englischen Heer war. Der Graf flüchtete in die Ruinen von Edinburgh Castle, wo er sich am 31. Juli ergeben musste. Im November 1335 schloss Dunbar sich dem Guardian Andrew Murray an, als dieser zum Entsatz von Kildrummy Castle aufbrach, und nahm an der Schlacht von Culblean teil. Im weiteren Verlauf des Krieges beschlossen die beiden englischen Kommandanten Richard FitzAlan, 10. Earl of Arundel und William Montagu, 1. Earl of Salisbury 1337, Dunbar Castle zu belagern. Dunbar selbst war während der Belagerung nicht in der Burg, deren hartnäckige Verteidigung von seiner Frau Agnes geleitet wurde. Angesichts des geplanten Feldzugs nach Frankreich brachen die Engländer die Belagerung schließlich ab. 1339 nahm Dunbar darauf an der Belagerung von Perth teil, und in der Schlacht von Neville’s Cross 1346 befehligte er den linken Flügel der schottischen Armee. Als jedoch Robert Stewart mit dem dritten schottischen Bataillon vom Schlachtfeld floh, folgte ihm Dunbar. Damit trug er wesentlich zur schweren schottischen Niederlage bei.

## Späteres Leben
Nach dem Tod seines Schwagers John Randolph, 3. Earl of Moray, der bei Neville’s Cross gefallen war, übernahm Dunbar den Titel Earl of Moray. David II. verlieh diesen Titel aber nach seiner Freilassung 1357 dem englischen Duke of Lancaster, doch Dunbar schien weiterhin den Titel geführt zu haben. Vor allem behielt er die Kontrolle über die Besitzungen seines verstorbenen Schwagers. Im November 1355 nahm Dunbar an dem Überfall teil, während dem die Schotten kurzzeitig Berwick zurückeroberten. 1358 wurde er aus unbekannter Ursache kurzzeitig von Sir James Lindsay gefangengehalten. Er unterstützte schließlich 1363 zusammen mit dem Thronerben Robert Stewart und dem Earl of Douglas eine Rebellion, die sich gegen die aufwändige Hofhaltung von David II. richten sollte, doch in Wirklichkeit gegen die bevorstehende Heirat des Königs mit Margaret Logie gerichtet war, die die Thronfolge Stewarts noch gefährden konnte. Im Juli 1368 bezeugte er letztmals eine Urkunde des Königs, letztmals wird er 1369 erwähnt.

## Ehen und Erbe
Dunbar hatte vor 1304 in erster Ehe Ermigarda geheiratet. Mit ihr hatte er vermutlich einen Sohn, der vermutlich John hieß. Dieser diente 1351 und 1354 anstelle des schottischen Königs David II. als Geisel in England, starb jedoch offensichtlich vor 1357. Um 1320 hatte Dunbar in zweiter Ehe Agnes Randolph geheiratet, die älteste Tochter von Thomas Randolph, 1. Earl of Moray und dessen Frau Isabel Stewart. Da sie seine Cousine war, benötigten sie für die Ehe einen päpstlichen Dispens. Da er ohne überlebende Nachkommen starb, wurde sein Neffe George Dunbar sein Erbe.